# Межведомственный научно-технический совет по космическим исследованиям
Межведомственный научно-технический совет по космическим исследованиям (МНТС по КИ) — совет при Академии наук СССР, созданный постановлением ЦК КПСС и Совета Министров СССР от 10 декабря 1959 г. № 1388—618.
Его создание считается ключевым организационно-техническим решением по консолидации научных организаций и специалистов в области космических исследований.

## История
К середине XX века возникла необходимость в создании координационного органа в области космических исследований. Поскольку основной научный потенциал страны был сосредоточен в Академии Наук СССР, МНТС по КИ был организован при ней. В 1956 году была создана комиссия — предшественница МНТС по КИ, куда вошли Сергей Павлович Королёв, Мстислав Всеволодович Келдыш, Михаил Клавдиевич Тихонравов. Они обратились к правительству с инициативой вывести искусственный спутник Земли при помощи ракеты-носителя. 4 октября 1957 года состоялся запуск первого искусственного спутника Земли «Спутник-1».
Межведомственный совет был создан постановлением ЦК КПСС и Совета Министров СССР от 10 декабря 1959 г. № 1388—618.
Председателем в статусе министра СССР стал директор Института прикладной математики АН СССР и академик-секретарь Отделения математики АН СССР Мстислав Всеволодович Келдыш. В состав президиума Совета вошли академик Сергей Павлович Королёв, академик Анатолий Аркадьевич Благонравов, член-корреспондент Константин Давыдович Бушуев.
Постановлением ЦК КПСС и Совета Министров СССР от 23 июня 1960 года № 714—295 в состав Президиума Совета введены: член-корреспондент АН СССР Челомей В. Н., Кобзарев А. А., Макаревский А. Н., Свищёв Г. П., Люлька А. М., академик Туполев А. Н., Мясищев В. М. и Третьяков В. Н. Для обеспечения деятельности Совета № 1 был создан отдел № 14 в Институте прикладной математики во главе с М. Я. Маровым.
Деятельность Совета была направлена на оценку актуальности и эффективности фундаментальных космических исследований. Именно здесь рассматривались и утверждались планы и программы научных исследований по всем разделам науки, заслушивались отчёты, решались вопросы публикаций и внешнего представления результатов отечественной космической науки.
За подготовку первого полёта человека (Ю. А. Гагарина) в космос 12 апреля 1961 года Мстислав Келдыш был вторично удостоен звания Героя Социалистического Труда (указ не публиковался).
Из-за решения важных вопросов на уровне ЦК КПСС было решено, что руководителем совета должен быть Президент Академии Наук СССР, однако это правило соблюдалось не всегда.
В 1992 году был создан Совет по космосу при Российской Академии Наук, который стал организационным преемником Межведомственного научно-технического совета по космическим исследованиям. 10 декабря 2019 года состоялся юбилейный совет по космосу в РАН.

### Значение
Создание совета стало ключевым организационно-техническим решением по консолидации научных организаций и специалистов в области космических исследований. Михаил Яковлевич Маров вспоминает:

 Важно то, что совет не был бюрократической организацией — это был совершенно живой орган. Мстислав Всеволодович часто брал меня на выездные заседания, которые проходили в главных научных институтах и предприятиях. Все вопросы решались на месте. Для конструкторов было честью в присутствии Келдыша представлять свои доклады, планы, методы их осуществления. И это было по-настоящему живое участие в разработке проектов, от которых зависело осуществление нашей космической программы.
Лев Матвеевич Зелёный отмечал:

Наш Совет по космосу РАН сегодня, по больше части, занимается фундаментальной наукой. А Совет, созданный Келдышем, отвечал за весь космос, в том числе за прикладные исследования. Поэтому сейчас мы стали рассматривать прикладные области, которых раньше не было в повестке совета.
Как отмечается журналистами, именно создание совета закрепило космическое лидерство державы на мировой арене.

## Интересные факты
Постановление ЦК КПСС и Совета Министров СССР от 10 декабря 1959 г. № 1388-618 о создании МНТС по КИ было рассекречено в 2011 году.

## Список председателей
- Келдыш Мстислав Вячеславович
- Петров Борис Николаевич
- Котельников Владимир Александрович
- Марчук Гурий Иванович
- Осипов Юрий Сергеевич

## Галерея

Председатель и первоначальный состав президиума МНТС по КИ
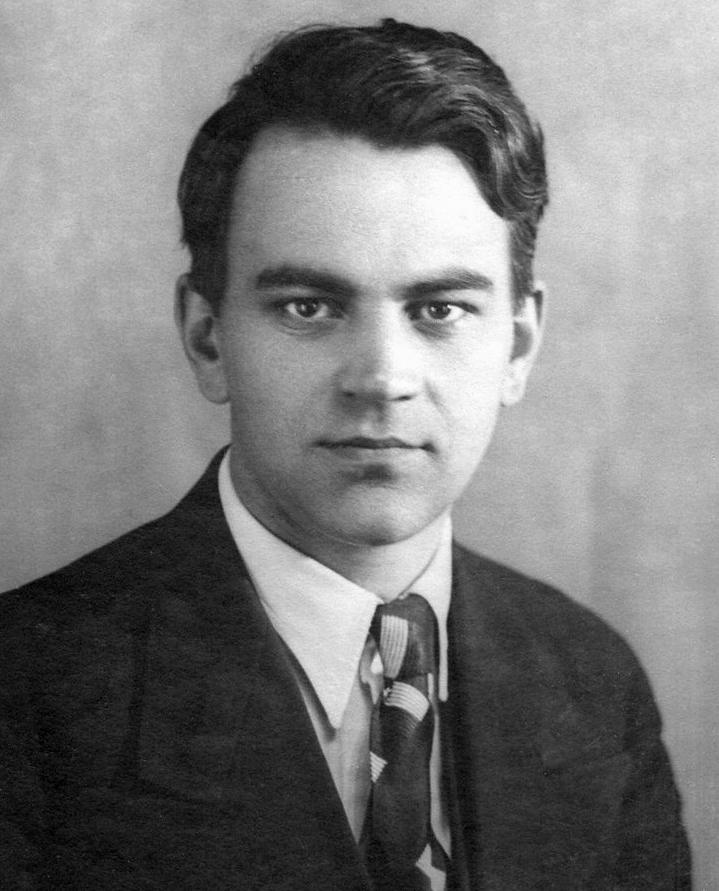
Мстислав Всеволодович Келдыш
Анатолий Аркадьевич Благонравов
Константин Давыдович Бушуев